# Tortella cyrtobasis
Tortella cyrtobasis är en bladmossart som beskrevs av Hugh Neville Dixon 1935. Tortella cyrtobasis ingår i släktet kalkmossor, och familjen Pottiaceae. Inga underarter finns listade i Catalogue of Life.